# Kusev Point
Der Kusev Point (englisch; bulgarisch Кусев нос Kusew nos) ist eine Landspitze am nördlichen Ende von Pickwick Island in der Gruppe der Pitt-Inseln im Archipel der Biscoe-Inseln vor der Westküste der Antarktischen Halbinsel. Sie bildet 1,6 km südlich von Sawyer Island und 1,6 km westnordwestlich des Plakuder Point die westliche Begrenzung der Einfahrt zur Misionis Bay.
Britische Wissenschaftler kartierten sie 1971. Die bulgarische Kommission für Antarktische Geographische Namen benannte sie 2013 nach dem bulgarischen Metropoliten Metodij Kusew (1838–1922), einem Vorkämpfer der Bulgarisch-orthodoxen Kirche und der nationalen Einheit Bulgariens.